# 斯坦福 (加利福尼亚州)

斯坦福（英語：Stanford）是位于美国加利福尼亚州圣克拉拉县的一个非建制地區，著名的斯坦福大学就位于该地。根据美国人口调查局2000年统计，共有人口13,314人，其中白人占60.40%、亚裔美国人占25.57%、非裔美国人占4.90%。